# Louis C.K.
Louis C.K. (* 12. září 1967 Washington, D.C.) vlastním jménem Louis Szekely je mexicko-americký bavič, komik, herec a televizní a filmový tvůrce.

## Dětství a začátek kariéry
Jeho dědeček se přistěhoval z Evropy (byl židovského-maďarského původu) do Mexika, jeho babička byla katolička španělsko-mexického původu. Jeho otec Louis Székely se v Mexiku narodil a Louis C. K. žil v Mexico City do sedmi let. Španělštinu ovládá jako svůj první jazyk a má mexické občanství. Poté se jeho rodiče přestěhovali do Bostonu, po čtyřech letech se rozvedli a Louis po střední škole začal pracovat jako automechanik v Bostonu (to je též jeho povolání v TV-seriálu Lucky Louie). Se svými třemi sourozenci poté žil v Newtonu ve státě Massachusetts, kde se rozhodl pro dráhu scenáristy pro televizní programy a tehdejší úspěšné show. V r.1997 vznikl jeho první film Caesar’s Salad, který na filmovém festivalu v New Orleans získal cenu za nejlepší komedii.
Jeho vzory jsou Richard Pryor, George Carlin, Bill Hicks, Woody Allen, Robert Downey Sr., Bill Cosby, Steve Martin.

## Práce
Se stand-up vystoupeními začal v roce 1984 a od roku 1985 ji zařadil mezi porftolio svých profesí, vedle psaní gagů, programů pro jiné show a scénářů. V roce 2001 dostal šanci režírovat svůj první film, Pootie Tang, který mu studio odebralo ve fázi stříhání.

### Živá vystoupení
- Live in Houston (2001)
- One Night Stand (2005)
- Shameless (2007)
- Chewed Up (2008)
- Hilarious (2010)
- Live at the Beacon Theater (2011)
- Word: Live at Carnegie Hall (2012)
- Oh My God (2013)
- Live at Comedy Store (2015)
- 2017 (2017)
- Sincerely Louis C.K. (2020)
- Sorry (2021)
- Back To The Garden (2023)

### Autor
- Noční show Conana O'Briena (oceněná Emmy)
- The Chris Rock Show (oceněná Emmy)

### Filmografie
- 1998 - Tomorrow Night
- 2001 - Down to Earth
- 2001 - Pootie Tang
- 2006 - Lucky Louie
- 2007 - I think I Love My Wife
- 2008 - Velcí bratři
- 2010 - Louie
- 2013 - Jasmíniny slzy
- 2015 - Trumbo
- 2017 - I Love You, Daddy [nevydáno]

## Vystoupení v Česku
22. srpna 2016 vystoupil poprvé v Praze a to se zcela novým vystoupením, kdy nepoužíval žádná slova, která kdy řekl na pódiu. Vstupenky na vystoupení byly vyprodané během několika málo hodin. Pro enormní zájem bylo oznámeno druhé vystoupení 23. srpna v pražském Rudolfinu.